# Reevesia tomentosa
Reevesia tomentosa là một loài thực vật có hoa trong họ Cẩm quỳ. Loài này được H.L. Li miêu tả khoa học đầu tiên năm 1943.